# Bernie Bickerstaff
Bernard Tyrone Bickerstaff (Benham, 2 november 1943) is een Amerikaans voormalig basketbalcoach, manager en sportcommentator.

## Carrière
Bickerstaff groeide op in Benham in de staat Kentucky, Benham was een oude mijner stad. Hij ging naar school op East Benham High School dat toen nog voor enkel zwarte studenten was. De school speelde basketbal in in de zaal van Benham High School dat toen geen zwarte studenten toeliet maar de zaal liet gebruiken wanneer zij hem niet in gebruik hadden.
Bickerstaff speelde van 1961 tot 1963 collegebasketbal voor de Rio Grande College Redmen. Het verliet de ploeg in 1963 en werkte kort in de staalindustrie, een jaar later ging hij spelen voor de San Diego Toreros en speelde er tot in 1966. In 1966 vervoegde hij de coachingstaff van de Toreros, hij werd in oktober 1969 gepromoveerd tot hoofdcoach. Als hoofdcoach was hij bij de ploeg tot in augustus 1973 toen hij assistent werd bij de Capital Bullets onder K.C. Jones. In 1976 bleef hij assistent onder Dick Motta en ook in 1980 toen Gene Shue hoofdcoach werd.
In 1985 verliet hij de Bullets en tekende als hoofdcoach bij de Seattle SuperSonics in juni 1985. In mei 1990 werd hij bij de SuperSonics vervangen door K.C. Jones. Hij werd daarop vice-president of basketball operations bij de SuperSonics. Begin juli 1990 verliet hij de SuperSonics en werd daarna algemeen manager bij de Denver Nuggets. In februari 1995 werd hij ook hoofdcoach van de Nuggets na het vertrek van eerst Dan Issel en daarna interim-coach Gene Littles. In februari 1996 werd Todd Eley benoemd tot algemeen manager, hij vervulde de taken al nadat Bickerstaff voor het seizoen hoofdcoach bleef en president van de Nuggets.
Eind november 1996 trok hij zich terug als coach en werd opgevolgd door assistent-coach Dick Motta. Hij bleef wel president en werd opnieuw algemeen manager. In februari 1997 verliet hij zijn functies bij de Nuggets en werd hoofdcoach bij de Washington Bullets. Hij bleef bij de club tot zijn ontslag in april 1999. Eind april 1999 nam hij een coachingsconsultant functie op bij de Harlem Globetrotters en vervulde deze tot in 2002. In september 1999 werd hij de hoofdcoach van de St. Louis Swarm uit de nieuw opgerichte IBL. Hij bleef bij de club tot het opheffen van de competitie in 2001 en won tweemaal de titel en werd tweemaal IBL Coach of the Year.
In februari 2003 werd hij algemeen manager van de Charlotte Sting en bleef in functie tot in oktober 2003. Hij werd in 2003 benoemd tot coach en algemeen manager van de nieuwe Charlotte Bobcats. In 2007 werd zijn job als hoofdcoach niet verlengd maar hij bleef wel aan als algemeen manager. Een jaar later in mei 2008 verliet hij de Bobcats definitef. In juli 2008 werd hij assistent-coach bij de Chicago Bulls onder Vinny Del Negro, na zijn ontslag in 2010 werd ook Bickerstaff zijn contract niet verlengd.
In juli 2010 werd hij assistent-coach bij de Portland Trail Blazers onder Nate McMillan. In 2012 werd hij assistent-coach onder Mike Brown bij de Los Angeles Lakers. Na het ontslag van Brown was hij ook even interim-coach om daarna weer assistent te worden onder Mike D'Antoni, aan het einde van het seizoen werd hij ontslagen door de Lakers. In juni 2013 werd hij assistent-coach bij de Cleveland Cavaliers opnieuw onder Mike Brown. In 2014 ontving hij de Chuck Daly Lifetime Achievement Award voor zijn coachingscarrière. In 2014 werd hij Senior Basketball Advisor bij de Cleveland Cavaliers.

## Privéleven
Bickerstaffs zoon J.B. Bickerstaff werd ook een basketbalcoach. In zijn geboorteplaats Benham werd een stuk autoweg naar hem vernoemd: Bernard Bickerstaff Boulevard. Bickerstaff was naast zijn werk als coach en manager ook nog sportcommentator voor onder meer Washington Wizards, San Antonio Spurs, NBA en Sporting News Radio.

## Erelijst

### Als coach
- Horace Mann Award for Leadership: 1987
- Sports Person of the Year van de New York Pro-Am Basketball Association: 1987
- USD's Chet & Marguerite Pagni Family Athletic Hall of Fame: 1994[30]
- IBL Coach of the Year: 2000, 2001
- IBL-kampioen: 2000, 2001
- WCC Hall of Honor: 2009[30]
- John McClendon Minority Athletics Administrators Hall of Fame: 2010
- Breitbard Hall of Fame: 2012
- URG Athletic Hall of Fame: 2013[31]
- Chuck Daly Lifetime Achievement Award: 2014[32]
- Kentucky Hall of Fame: 2018[33]

### Als assistent-coach
- NBA-kampioen: 1978